# Latawiec złotogrzbiety
Latawiec złotogrzbiety (Cicinnurus magnificus) – gatunek ptaka z rodziny cudowronek (Paradisaeidae), zamieszkujący Nową Gwineę i dwie przyległe wyspy. Nie jest zagrożony.

## Podgatunki
Wyróżniono trzy podgatunki C. magnificus:
- C. magnificus magnificus – północno-zachodnia Nowa Gwinea i Salawati.
- C. magnificus chrysopterus – zachodnia i środkowa Nowa Gwinea i Yapen.
- C. magnificus hunsteini – wschodnia Nowa Gwinea.

## Morfologia

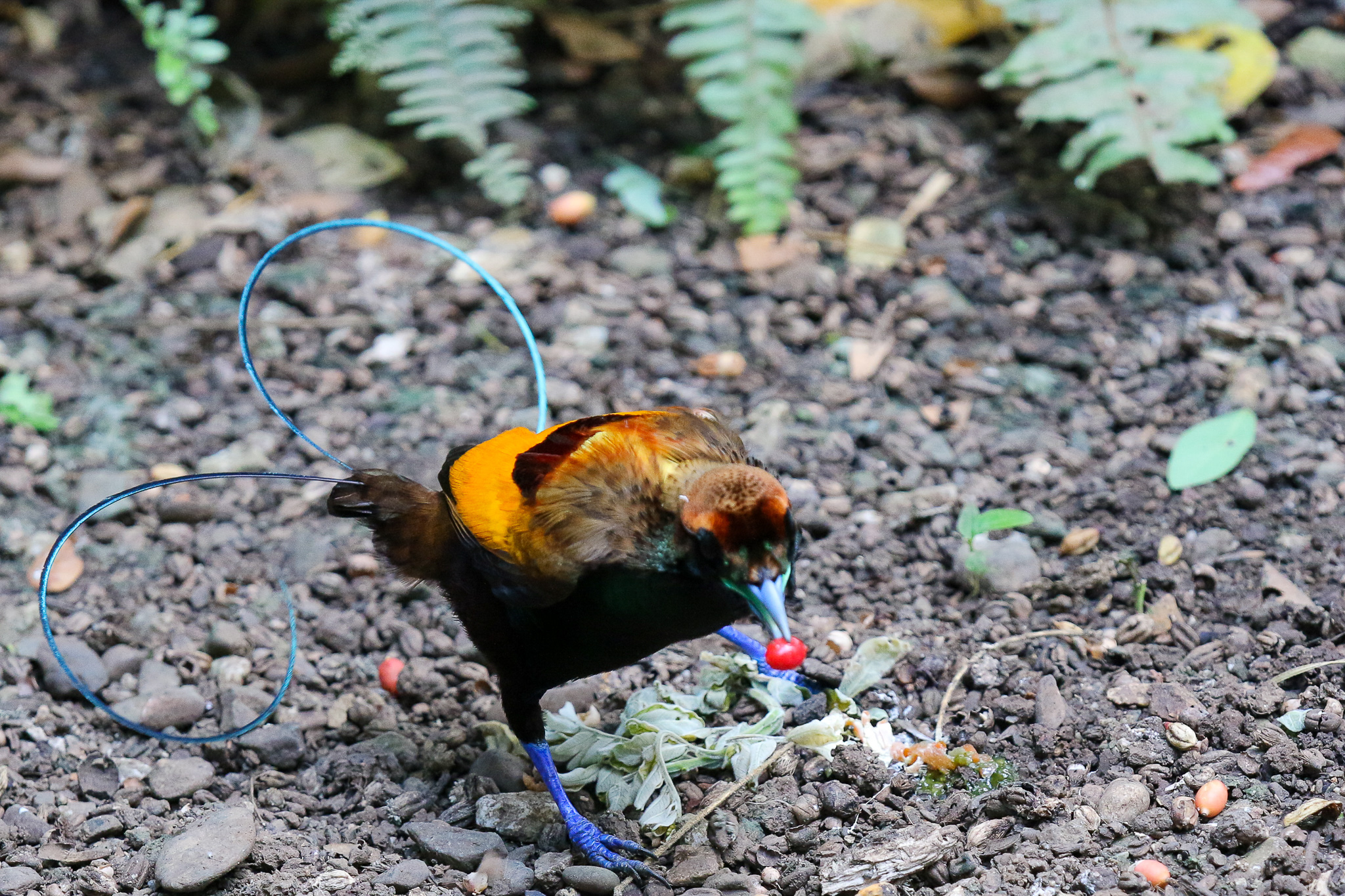
Samiec z widocznymi wydłużonymi sterówkami

Długość ciała samca – około 19 cm (26 cm wliczając wydłużone środkowe sterówki), masa ciała 75–119 g. Samica mierzy około 19 cm, a waży 52–60 g.
Samiec mały i krępy, ze złotym płaszczem na wierzchu ciała. Dziób i kreska nad okiem niebieskie, w krótkim ogonie dwie sterówki, długie i cienkie, zawijające się. Samica brązowa, od spodu prążkowana; dziób, nogi oraz naga skóra za okiem niebieskie.

## Zasięg, środowisko
Zalesione wzgórza, niższe zbocza na Nowej Gwinei oraz sąsiednich wyspach.

## Zachowanie
Samiec śpiewa z przygotowanego i uprzątniętego miejsca w zaroślach. Przy samicy tokuje strosząc pióra na szyi i tańcząc, czasami wspina się niewysoko na pnie.
Jego pożywienie stanowią głównie owoce, w tym muszkatołowca korzennego. Żywi się też różnorodnymi owadami i pająkami, być może także kwiatami lub nektarem.

## Status
Międzynarodowa Unia Ochrony Przyrody (IUCN) uznaje latawca złotogrzbietego za gatunek najmniejszej troski (LC – least concern) nieprzerwanie od 1988 roku. Liczebność populacji nie została oszacowana, ale ptak ten opisywany jest jako pospolity i szeroko rozpowszechniony. Trend liczebności populacji uznawany jest za spadkowy.